# Xoanodera
Xoanodera is een geslacht van kevers uit de familie van de boktorren (Cerambycidae). De wetenschappelijke naam van het geslacht werd voor het eerst geldig gepubliceerd in 1857 door Francis Polkinghorne Pascoe.

## Soorten
- Xoanodera grossepunctata Gressitt & Rondon, 1970
- Xoanodera striata Gressitt & Rondon, 1970
- Xoanodera vitticollis Gahan, 1891
- Xoanodera alia Holzschuh, 2003
- Xoanodera amoena Pascoe, 1885
- Xoanodera angustula Holzschuh, 2006
- Xoanodera asphyxa Franz, 1972
- Xoanodera caudata Holzschuh, 2010
- Xoanodera laticornis Gahan, 1891
- Xoanodera maculata (Pic, 1923)
- Xoanodera marmorata Gressitt & Rondon, 1970
- Xoanodera profunda Holzschuh, 1999
- Xoanodera regularis Gahan, 1890
- Xoanodera serraticornis Holzschuh, 2005
- Xoanodera similis Hüdepohl, 1998
- Xoanodera singularis Holzschuh, 2007
- Xoanodera snizeki Holzschuh, 1999
- Xoanodera subdita Holzschuh, 2005
- Xoanodera suturella Holzschuh, 2005
- Xoanodera trigona Pascoe, 1857
- Xoanodera vermiculata Hüdepohl, 1989
- Xoanodera wongi Hüdepohl, 1989

## Synoniemen
In 2014 stelden Chemin, Gouverneur en Vitali dat de enige soort in het geslacht Falsoxeanodera, Falsoxeanodera maculata Pic, 1923, binnen het geslacht Xoanodera geplaatst diende te worden, en dat die geslachtsnaam dus een synoniem van Xoanodera werd.